# Metterzimmern

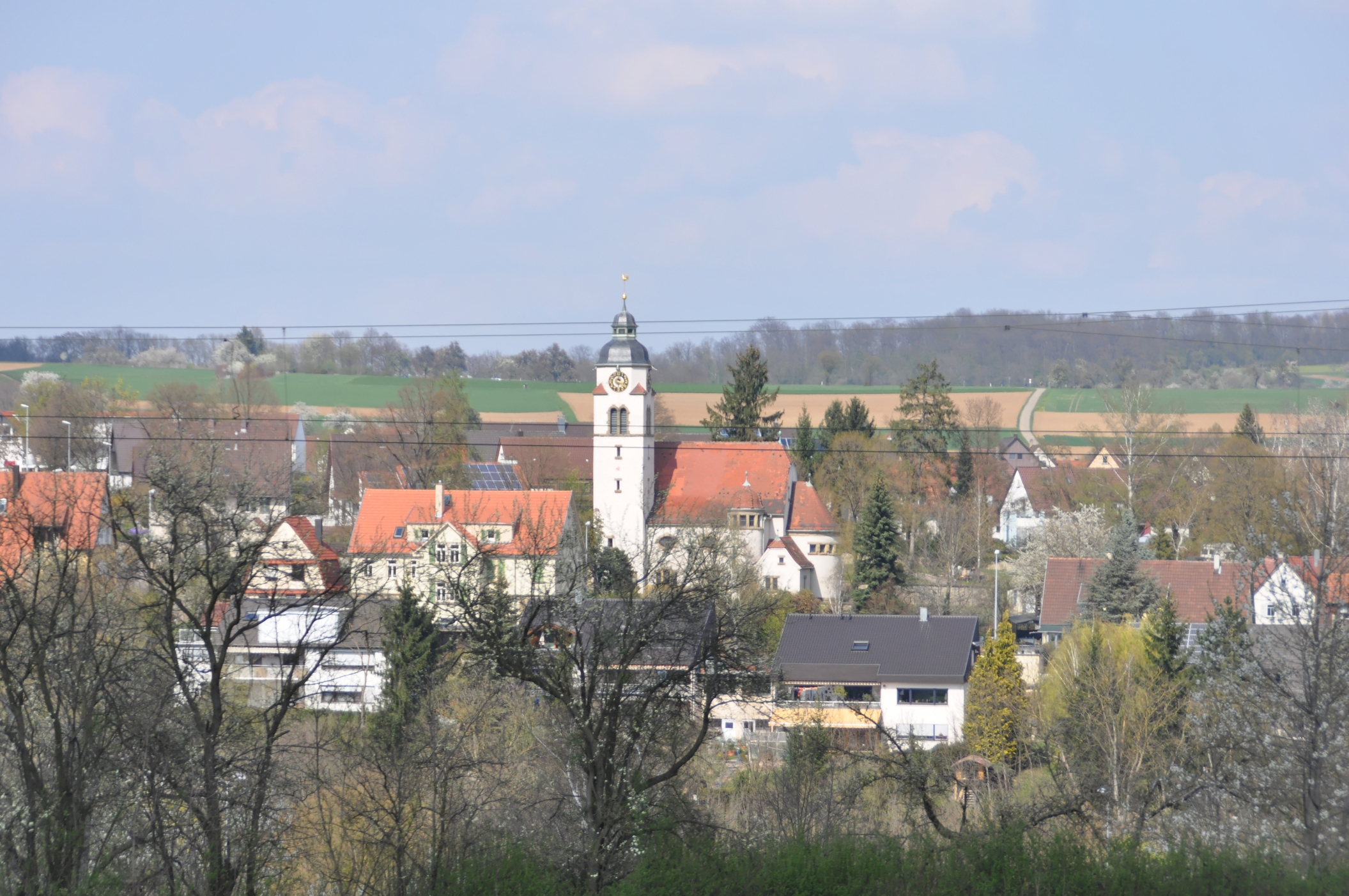
Metterzimmern von Süden

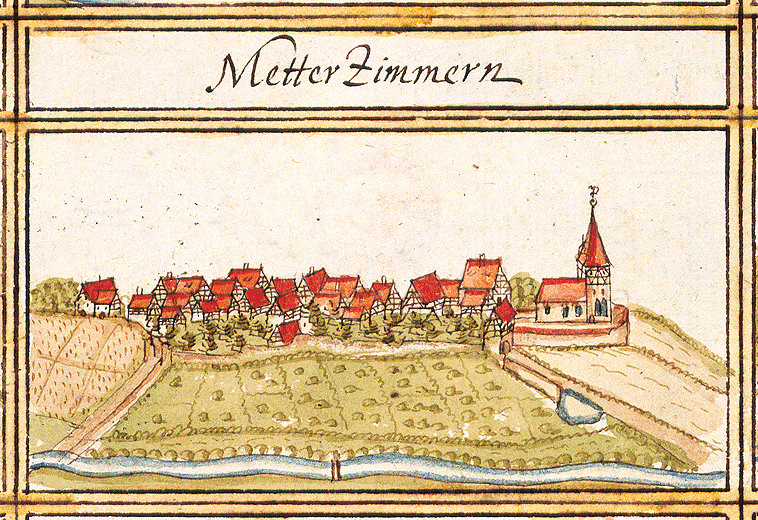
Metterzimmern im Forstlagerbuch von 1684

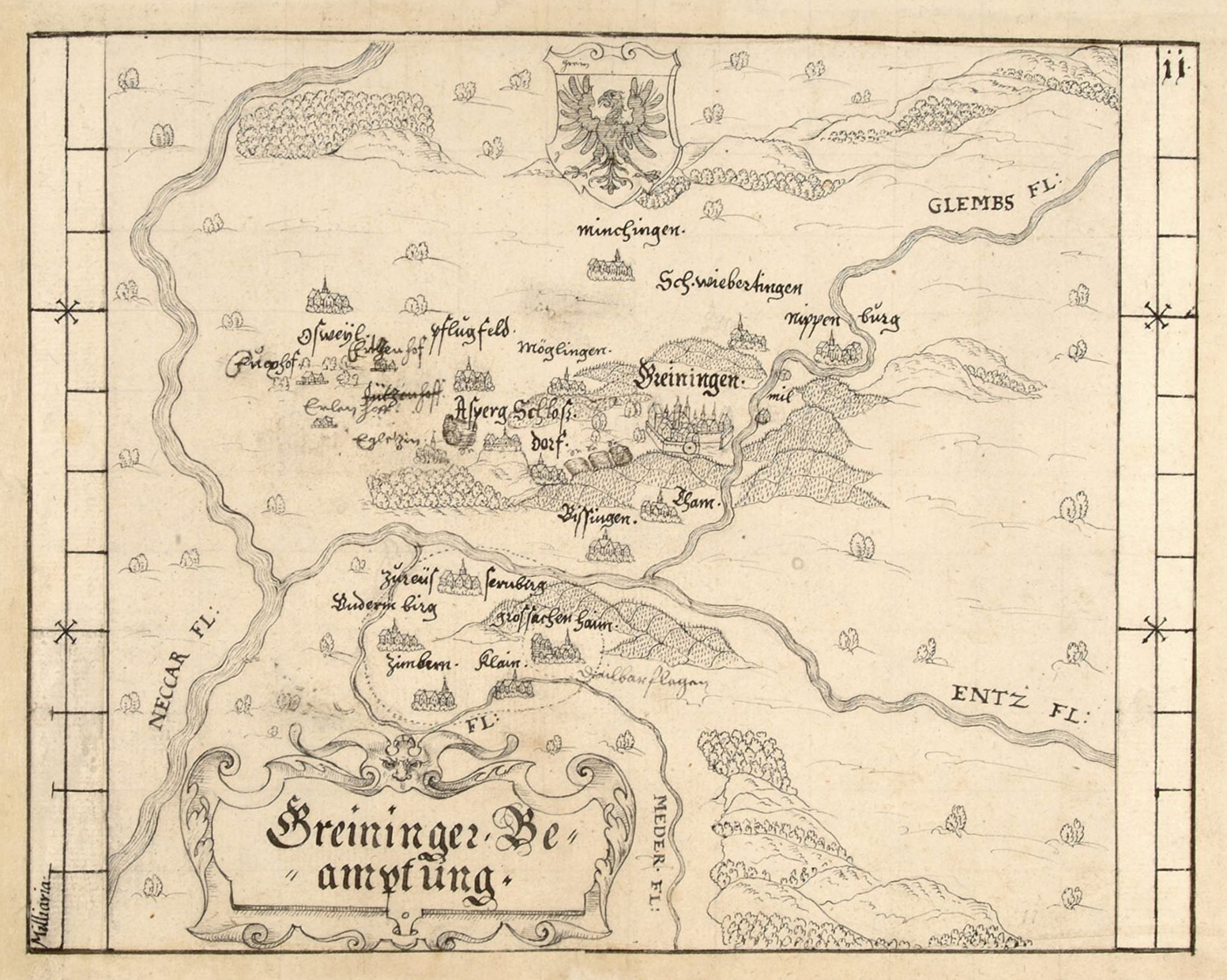
Nach 1561 kam Metterzimmern mit der Herrschaft Sachsenheim vorerst zum württembergischen Amt Grüningen

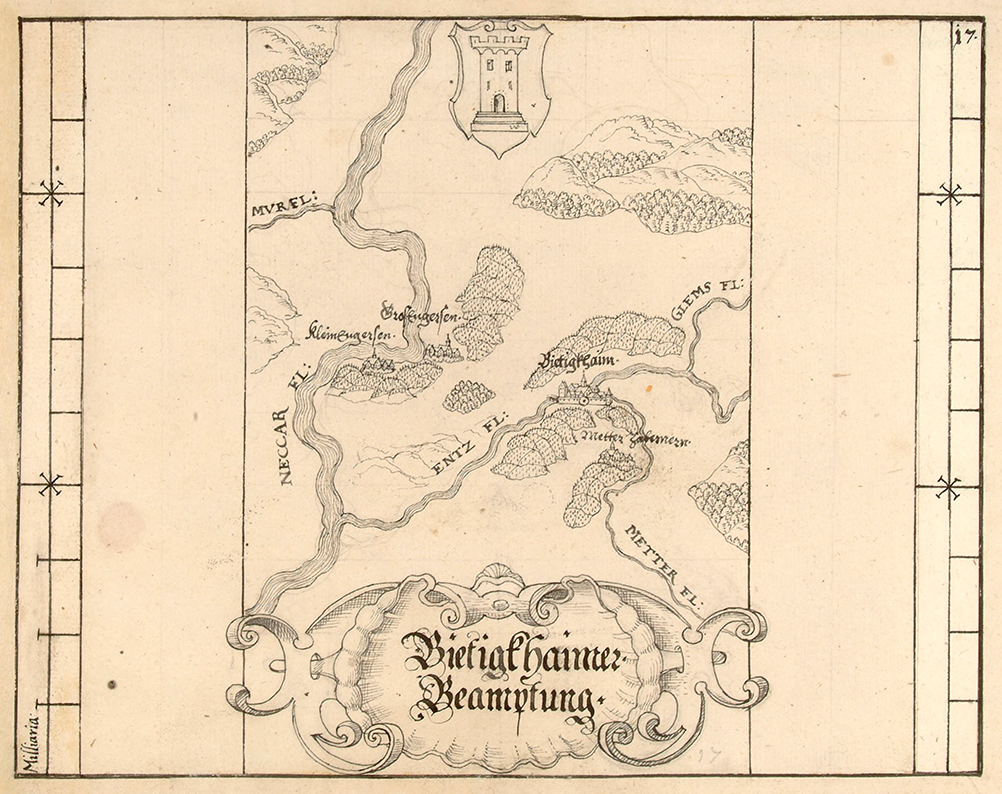
Offenbar zählte Metterzimmern bereits im 17. Jahrhundert zeitweise zum Amt Bietigheim

Metterzimmern (schwäbisch: „Zemmern“) im Landkreis Ludwigsburg ist ein Stadtteil der Großen Kreisstadt Bietigheim-Bissingen, dessen Bevölkerung sich bereits 1930 für die Eingemeindung in die Stadt Bietigheim entschied.

## Geographie

### Ortslage
Metterzimmern liegt etwa 10 Kilometer nordwestlich der Kreisstadt Ludwigsburg über einem Südhang links der Metter, die aus dem Stromberg kommt und in Bietigheim in die Enz mündet. Nachbargemeinden waren Löchgau im Norden und im Uhrzeigersinn Besigheim, Bietigheim, Bissingen, Untermberg, Groß- und Kleinsachsenheim.
Das Dorf befindet sich in Spornlage auf einer fruchtbaren, teils lößbedeckten Hochterrasse, die im Süden von der Metter und im Norden und Osten vom hier in die Metter mündenden Altenbach begrenzt wird. Das teils bewaldete Altenbachtal ist Naturschutzgebiet. Am Südhang zur Metter prägen noch Weinberge das Landschaftsbild, ansonsten Äcker, Streuobstwiesen und Sozialbrachen.

### Einwohnerentwicklung
In Metterzimmern lebte man vor allem vom Acker- und Weinbau. Dies änderte sich mit der aufkommenden Industrialisierung Bietigheims. Die Einwohnerzahl stieg über die Jahrhunderte vergleichsweise mäßig an, zumal das Dorf im 17. Jahrhundert zwei heftige kriegsbedingte Einbrüche hinnehmen musste. Seit dem Zweiten Weltkrieg verdoppelte sich die Einwohnerzahl; 1990 wurde der vorläufige Höchststand erreicht.
| Jahr | Einwohnerzahl |
| ---- | ------------- |
| 1593 | ca. 200       |
| 1693 | 16            |
| 1747 | 291           |
| 1782 | ca. 400       |
| 1825 | 609           |
| 1875 | 635           |
| 1888 | 668           |

| Jahr | Einwohnerzahl |
| ---- | ------------- |
| 1900 | 643           |
| 1907 | 655           |
| 1925 | 702           |
| 1930 | 717           |
| 1936 | 732           |
| 1951 | 871           |
| 1957 | 969           |

| Jahr | Einwohnerzahl |
| ---- | ------------- |
| 1958 | 1013          |
| 1963 | 1160          |
| 1980 | ca. 1720      |
| 1990 | 1755          |
| 2001 | 1733          |
| 2003 | 1686          |
| 2013 | 1680          |

## Geschichte

### Ortsname und Ersterwähnung
Da im Mittelalter zahlreiche Dörfer namens „Zimmern“ oder „Zymbern“ bzw. „Cymberen“ existierten und diese erst in der frühen Neuzeit durch vorangestellte Attribute wie „Neckar-“, „Frauen-“, „Dürren-“ oder „Metter-“Zimmern eindeutig differenziert wurden, können die in Frage kommenden Urkunden von 782 oder von 838 im Lorscher Codex nicht als gesicherte Quelle für eine Ersterwähnung Metterzimmerns herangezogen werden. Als gesichert zuordenbar gilt erst eine Urkunde von Kaiser Friedrich I. bezüglich der Rechte des Klosters Odenheim, in der 1161 ein Cimberèn im Zusammenhang mit Sachsenheim angeführt wird. 1428 erschien zum ersten Mal der Name Zymmern gelegen an der Metern. In der nach 1600 entstandenen Karte der „Bietigkhaimer Beamptung“ erscheint erstmals Metter Zimmern, was für 1644 auch urkundlich und 1684 durch das Forstlagerbuch von Andreas Kieser belegt wird.

### Wechselnde Zugehörigkeiten
Den bis ins 19. Jahrhundert ummauerten Ort besaßen die Herren von Sachsenheim seit dem Hochmittelalter als Lehen der Grafen von Vaihingen und ab 1360 als württembergisches Lehen. Teile des Ortes gingen zwischen 1471 und 1481 bereits in direkten Besitz des Hauses Württemberg über. Nachdem 1561 das Geschlecht der Herren von Sachsenheim erloschen war, fiel deren Lehen an das Herzogtum Württemberg zurück, und „Zimbern“ wurde mit Untermberg, Groß- und Kleinsachsenheim vorerst dem Amt Grüningen zugeteilt. Nach 1600 gehörte Metter Zimmern offenbar kurzzeitig zum Amt Bietigheim, bis es schließlich dem Amt Großsachsenheim zugeordnet wurde.
Seit dem Gründungsjahr des Königreichs Württemberg (1806) gehörte Metterzimmern zum neu geschaffenen Oberamt Bietigheim, das jedoch bereits 1810 wieder aufgelöst und ins Oberamt Besigheim integriert wurde. 1930 entschieden sich die Einwohner Metterzimmerns für die freiwillige Eingemeindung in die Stadt Bietigheim. Vier Jahre später wurden amtliche Straßennamen eingeführt. Durch die Verwaltungsreform von 1938 wurde das Oberamt Besigheim aufgelöst und mit Bietigheim und Metterzimmern in den neugeschaffenen Landkreis Ludwigsburg inkorporiert.

### Kriegsschäden
Der Dreißigjährige Krieg und mit ihm Pest und Hunger löschten die Gemeinde fast aus. Die um 1690 folgenden „Franzoseneinfälle“ im Zuge des Pfälzischen und des Spanischen Erbfolgekrieges sorgten erneut für verheerende Rückschläge. So zählte man 1693 nur noch 16 Einwohner. Um wieder Leben und Arbeit in das Dorf zu bringen, wurden 1714 Bauplätze und Ackerland an potenzielle Neubürger verschenkt. Wie in den umliegenden Städten begann man Ende des 18. und zu Beginn des 19. Jahrhunderts, die Ettermauer zu schleifen, und hat die drei Tore abgerissen, obwohl diese für ein Dorf etwas ganz Besonderes darstellten.
Am 9. April 1945 wurde Metterzimmern von französischen Truppen (49 R.I. und 4e RTT) besetzt. Eine Zeit lang war Ludwig Dangel Interims-Bürgermeister.

## Politik

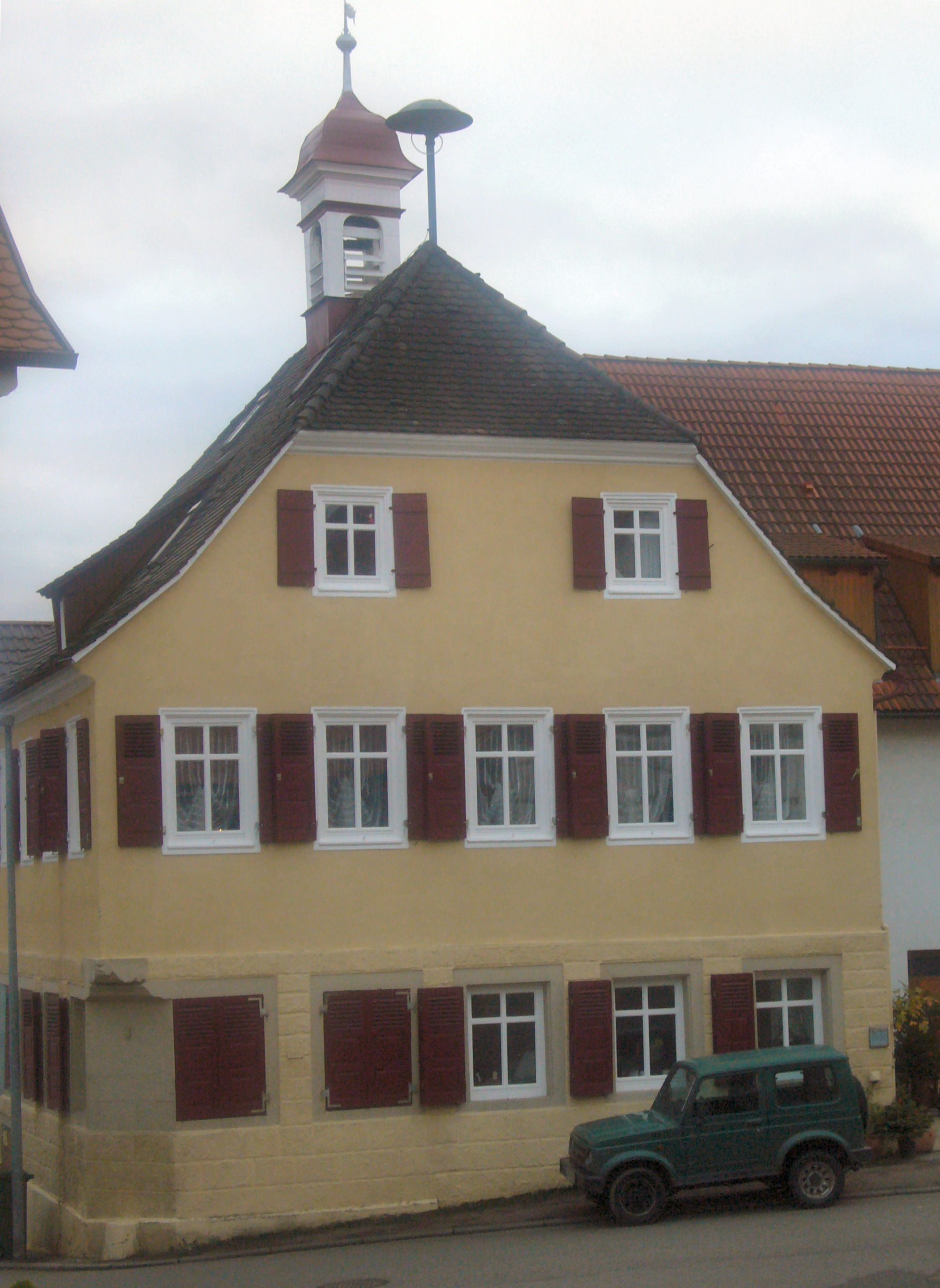
Rathaus von 1809

### Bürgermeister
Die Oberhäupter der Gemeinde wurden bis zur Eingemeindung offiziell als Schultheiß bezeichnet.
Sie wurden durch den Vogt bzw. später den Oberamtmann eingesetzt. Folgende Schultheißen sind bekannt:
- 1850–1874: Georg Durian
- 1874–1888: Wilhelm Sax
- 1888–1904: Friedrich Durian
- 1904–1908: Johannes Schäfer
- 1908–1920: Max Bauer
- 1920–1930: Friedrich Grabenstein

### Eingemeindung
Im Vertrag mit der Stadt Bietigheim wurde das Wort "Eingemeindung" nicht verwendet, sondern "Zusammenschluss". Nach mehreren Verhandlungen kam es am 12. Januar 1930 zur Volksabstimmung mit dem Ergebnis:
- 214 Stimmen für den Zusammenschluss
- 14 Stimmen gegen den Zusammenschluss
- 19 Stimmen ungültig

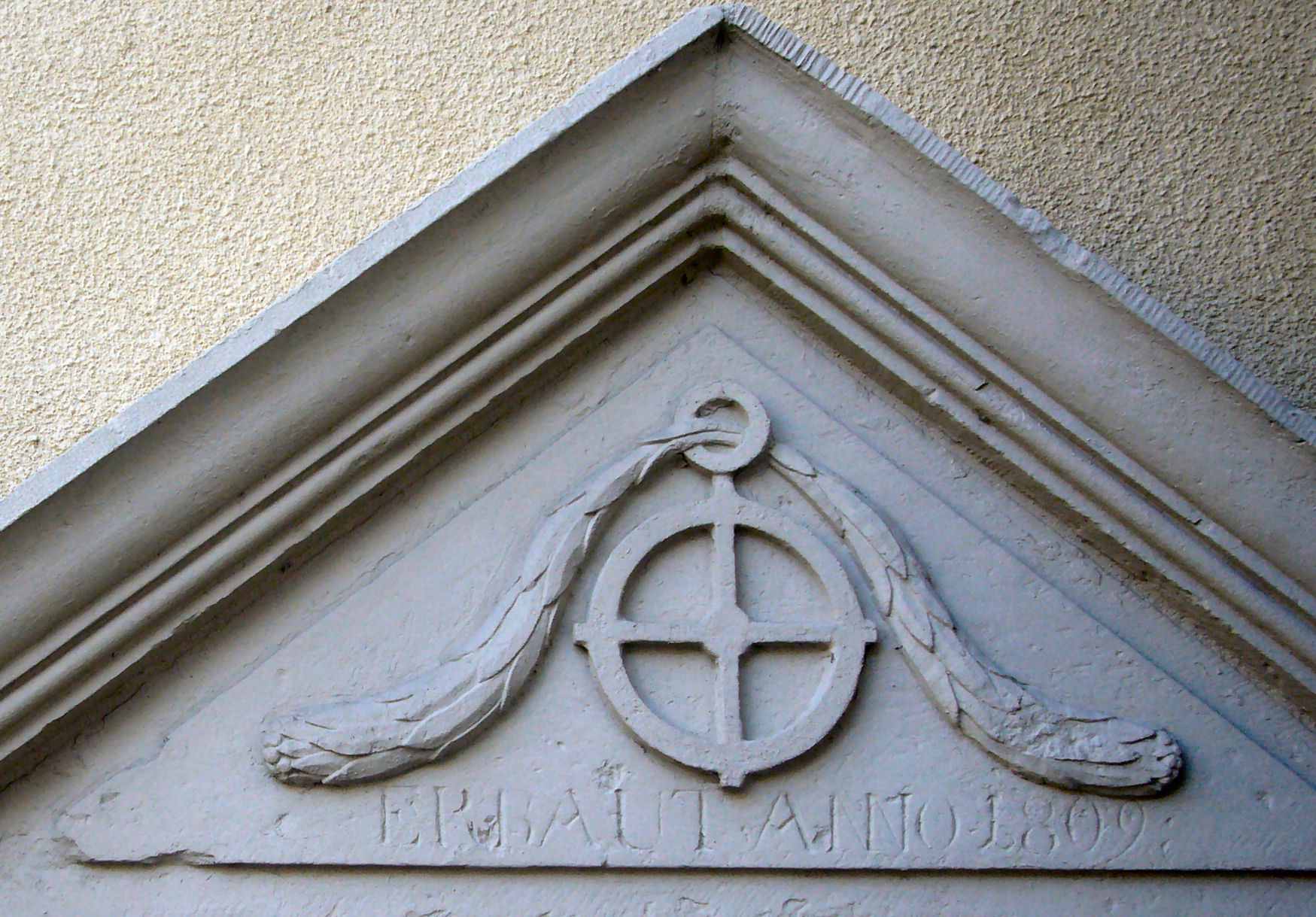
Wappen am Rathauseingang

Grund für das eindeutige Ergebnis war ein unbeliebter Nachfolger von Schultheiß Grabenstein. Zudem war die Grundsteuer der Stadt Bietigheim niedriger. Dass Bietigheim im Gegensatz zu Metterzimmern Schulden hatte, war für die Wähler unwichtig.
Bedenken zum Zusammenschluss hatte nur Besigheim, da die Amtsstadt dadurch nicht mehr die größte Stadt im Oberamt Besigheim war und befürchtete, sie könnte diese Funktion an Bietigheim verlieren.
Am 15. Juni 1930 erfolgte der Zusammenschluss. Laut Vertrag müssten mindestens zwei Stadträte im Bietigheimer Rathaus aus Metterzimmern sein. Diese Bestimmung wird heute jedoch nicht mehr eingehalten.

### Wappen
Metterzimmerns Wappen zeigt ein rotes Mühlrad auf weißem Grund. Das Mühlrad wurde 1715 erstmals als Fleckenzeichen auf einem Grenzstein verwendet und ist noch über dem Rathauseingang zu sehen. Seit der 1930 erfolgten Eingemeindung hat das Wappen seine Bedeutung verloren und ist kaum bekannt.

## Bildung

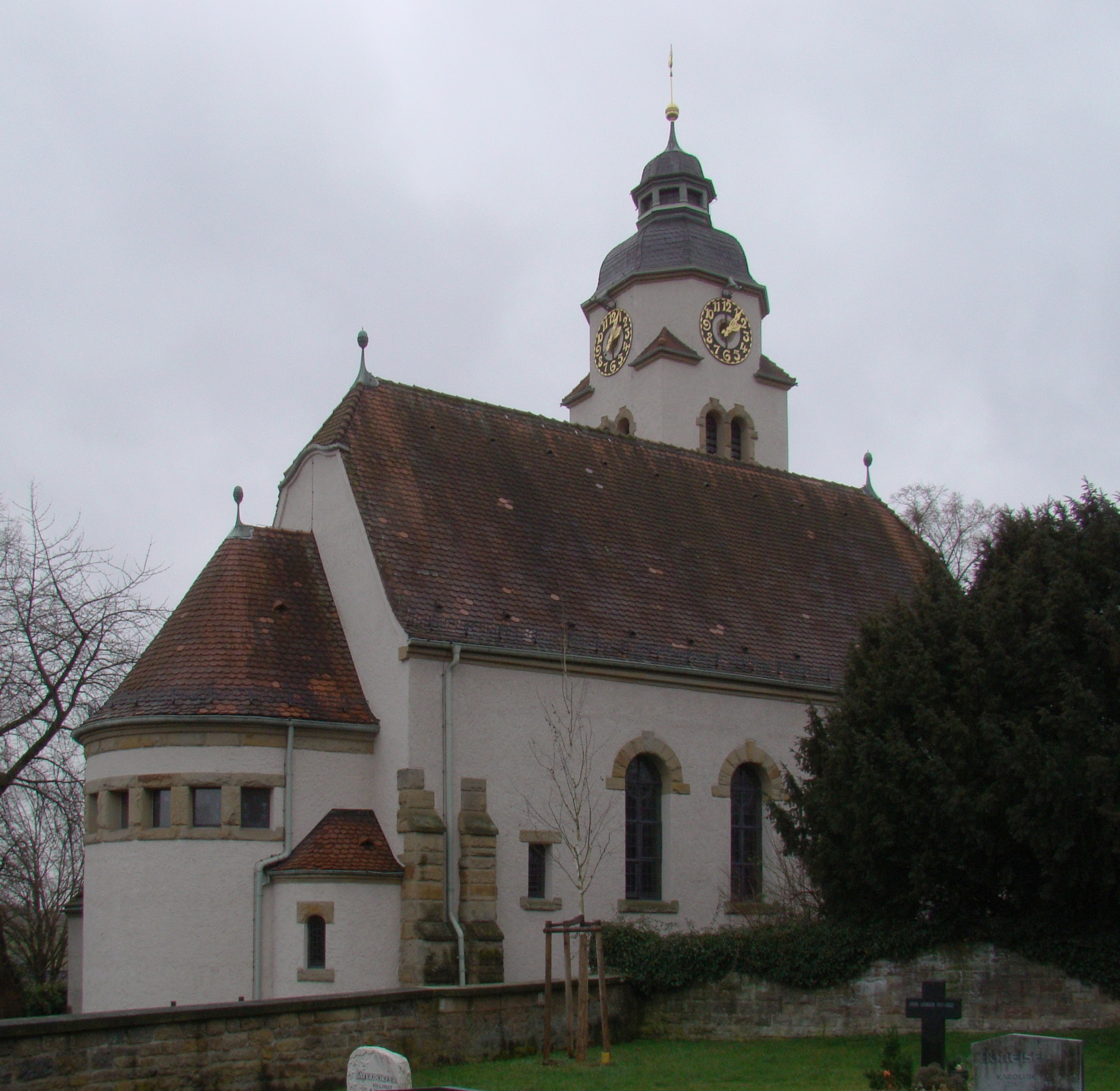
Jugendstil-Kirche Sankt Michael

Eine Dorfschule ist seit 1781 belegt, als Herzog Carl Eugen in Metterzimmern Rast machte und eine Schulvisitation durchführte.
Die heutige Grundschule mit vier Klassen ist eine Außenstelle der Hillerschule Bietigheim-Bissingen.

## Religion
Bereits im 14. Jahrhundert wurde eine Kirche in Metterzimmern erwähnt, die der Bietigheimer Peterskirche untergeordnet war. Bis zur Reformation gehörten die Pfarreien in Bietigheim und Metterzimmern zum Landkapitel Vaihingen im Archidiakonat Trinitatis des Bistums Speyer. Das Patronat stand den Herren von Sachsenheim zu. Kirchenheilige waren Heilige Maria, Michael, Vitus und Modestus. Im Zuge der 1534 eingeleiteten Reformation wurde die gesamte Gemeinde evangelisch. Nachdem die gotische Michaelskirche 1905 infolge eines Blitzschlags schwer beschädigt worden war, entschied man sich für einen größeren Neubau, den man im Jugendstil errichtete und schon ein Jahr später weihte. Die neue Michaelskirche gilt als Gesellenstück des Architekten Heinrich Dolmetsch, der vorher noch nie im Jugendstil gebaut hatte. So wurde die kleine Dorfkirche zum Vorbild für die Markuskirche in Stuttgart.
Auch eine Neuapostolische Gemeinde trägt zur religiösen Vielfalt Metterzimmerns bei. Die katholischen Christen aus Metterzimmern sind der Kirchengemeinde in Bietigheim-Bissingen zugeordnet.

## Verkehr

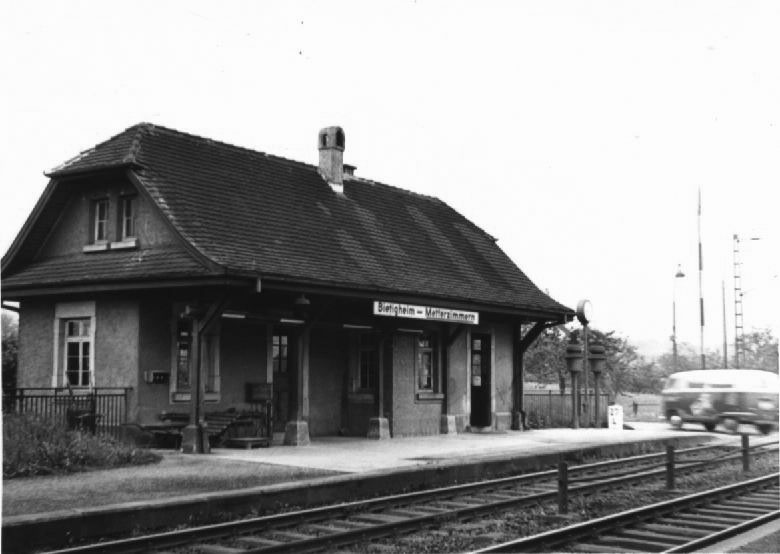
Ehemaliger Bahnhof (1912–1979)

Metterzimmern liegt an der Kreisstraße 1635 zwischen Kleinsachsenheim und Bietigheim. Es bestehen außerdem Verbindungsstraßen zur L 1107 Richtung Löchgau und zur L 1125 Richtung Großsachsenheim.
1912 wurde ein Haltepunkt an der Bahnlinie Stuttgart–Bietigheim–Mühlacker (Württembergische Westbahn) errichtet. 1979 wurde der Bahnhof geschlossen und 1983 die Gebäude abgerissen.
Heute fahren Omnibusse im 30-Minuten-Takt nach Bietigheim, in der Hauptverkehrszeit im 15-Minuten-Takt. Samstags ab 15 Uhr und sonntags wird im 60-Minuten-Takt gefahren. Das Gleiche gilt für die Gegenrichtung nach Sachsenheim.

## Sehenswürdigkeiten
Das älteste noch erhaltene Gebäude ist der Klosterhof aus dem Jahre 1599. Sehenswert ist auch das Haus am Gallbrunnen, ein 1983 restauriertes Bauernhaus aus dem beginnenden 17. Jahrhundert. Das Rathaus von 1809 verlor durch die 1930 erfolgte Eingemeindung seine Funktion. Die Jugendstil-Kirche St. Michael wurde 1906 eingeweiht.

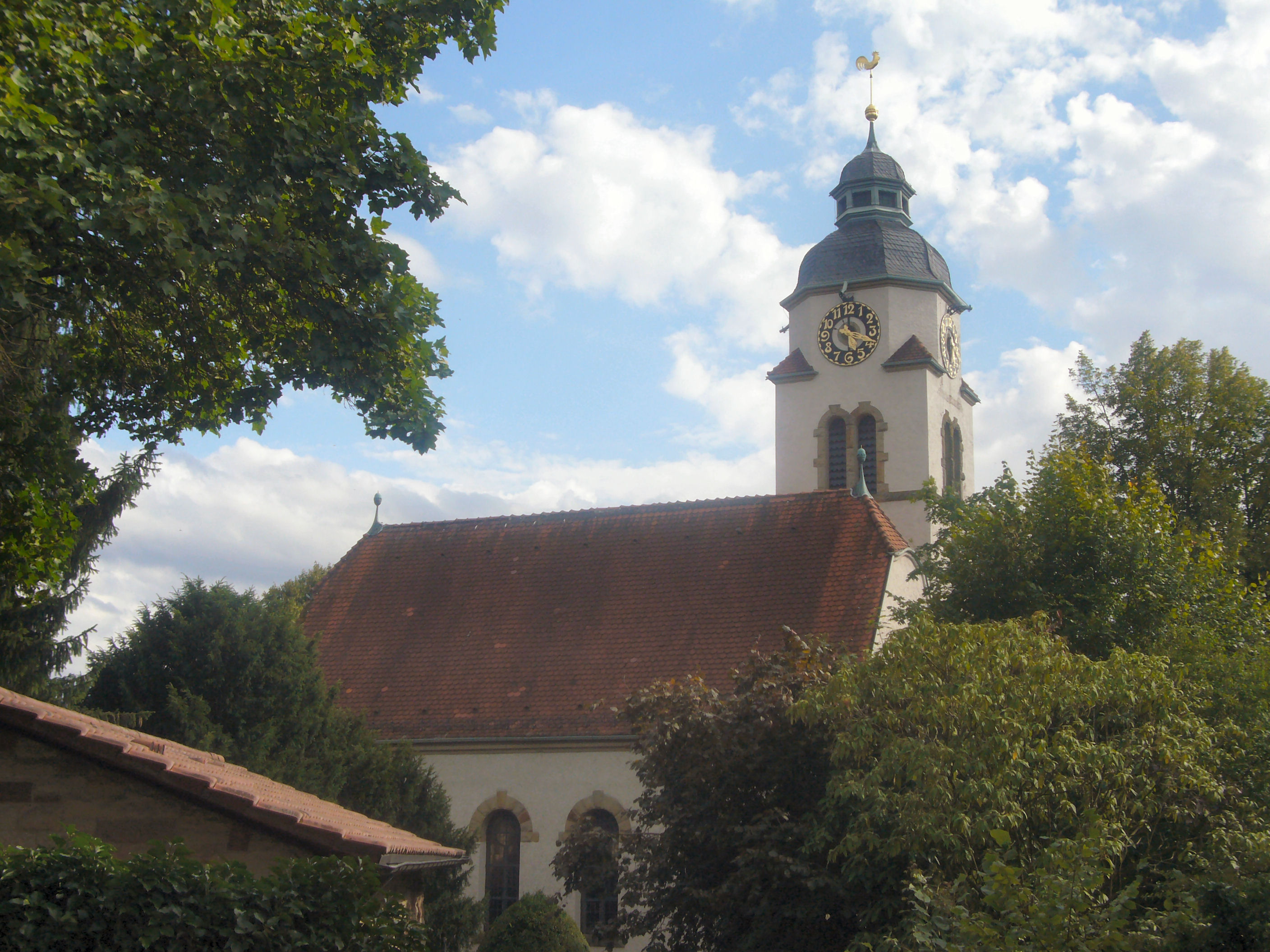
Michaelskirche von 1906
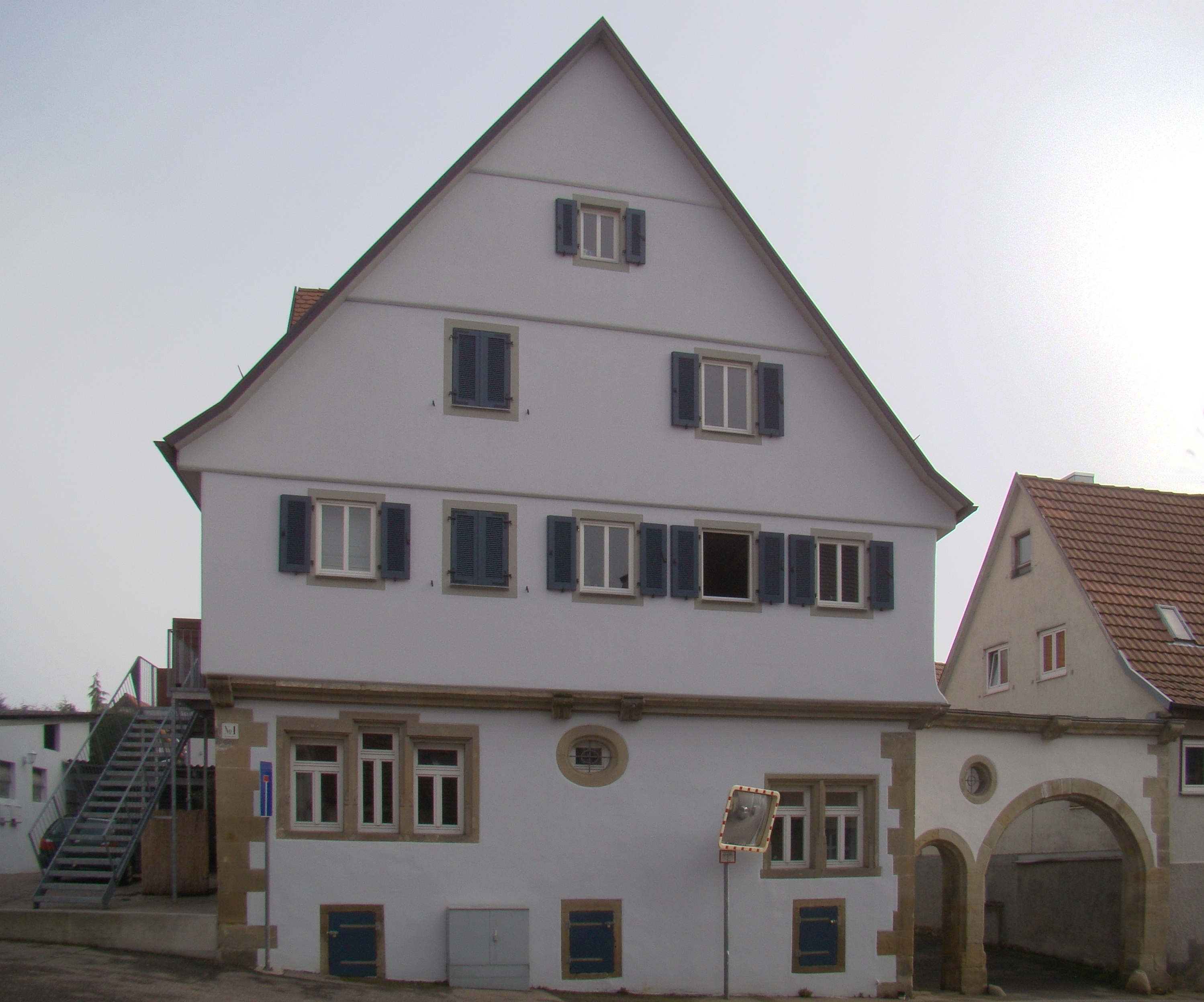
Klosterhof von 1599
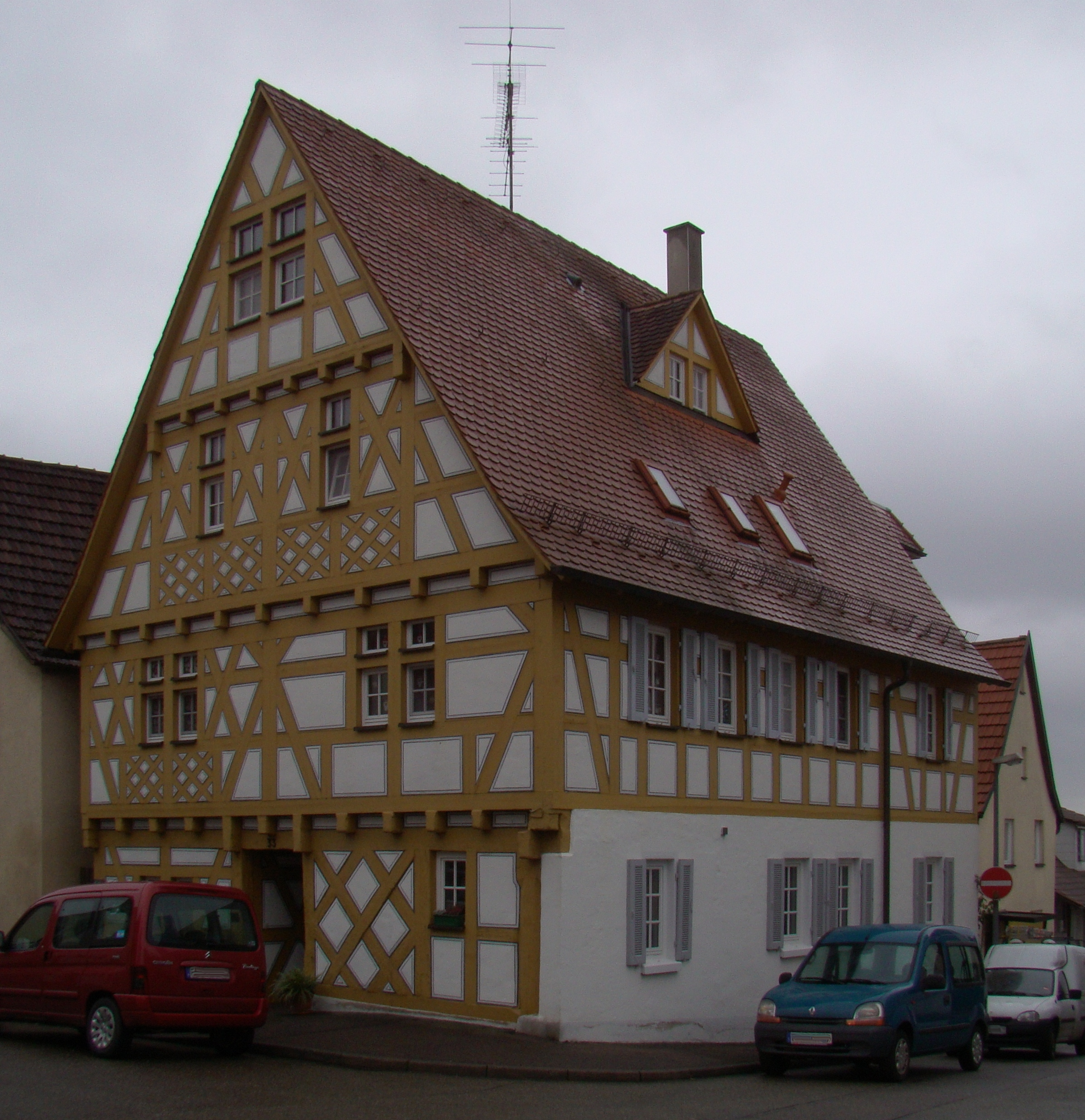
Fachwerkhaus am Gallbrunnen

## Vereine

Logo der SG BBM

- Der Liederkranz Metterzimmern e. V. wurde 1881 als Männerchor gegründet.
- Vorübergehend gab es auch einen „Kriegerverein“.
- Nachdem Bietigheim einen Turnverein gegründet hatte und einige Metterzimmerer dort Mitglied wurden, entschloss man sich 1899, den Turnverein Metterzimmern 1899 e. V. zu gründen. Neben dem Turnen rückte bereits seit 1927 der Handball in den Vordergrund, was den Verein als „Handballhochburg“ im Bezirk Enz/Murr zur Keimzelle des Bietigheimer Bundesliga-Handballs machte: 1997 bildeten die erfolgreichen TVM-Handballer mit dem TSV Bietigheim die „Spielgemeinschaft Bietigheim-Metterzimmern“, in die 2007/2008 auch die Handballer der Sportvereinigung Bissingen integriert wurden, von nun an unter dem Namen „SG BBM Bietigheim“ (SG BBM steht für „Spielgemeinschaft Bietigheim-Bissingen-Metterzimmern“).